# أندرياس تون
أندرياس تون (بالإيطالية: Andy Ton)‏ هو لاعب هوكي الجليد إيطالي وسويسري، ولد في 21 سبتمبر 1962 في إيطاليا.

## وصلات خارجية
- أندرياس تون على موقع EliteProspects.com (الإنجليزية)
- أندرياس تون على موقع Eurohockey.com (الإنجليزية)
- أندرياس تون على موقع HockeyDB.com (الإنجليزية)
- أندرياس تون على موقع أوليمبيديا (الإنجليزية)